# L'Éguille
L'Éguille [leɡij] — couramment désigné sous le nom de L'Éguille-sur-Seudre — est une commune française, située dans le département de la Charente-Maritime (région Nouvelle-Aquitaine).
Ses habitants sont appelés les Éguillais et les Éguillaises.

## Géographie

### Description

Position de L'Éguille en Charente-Maritime.

Située au confluent de la Seudre et du Liman, sur l'axe routier menant de Royan à Rochefort, L'Éguille est une commune semi-rurale et conchylicole appartenant au secteur Est de la Communauté d'agglomération Royan Atlantique.
Le village est construit sur un petit plateau calcaire crétacé. L'altitude de la commune varie de 0 m à 11 m. Les rives de la Seudre sont occupées par les marais et le plateau calcaire à vocation agricole. L'Éguille forme une petite presqu'île séparée au nord par la Seudre et au sud par le Liman.
La commune de L'Éguille est traversée par la RD733 qui lui donne un accès direct à Royan et à Rochefort. L'Éguille est séparée du Gua par la Seudre. En 1909, un pont tournant fut construit pour remplacer le bac qui effectuait la liaison entre Le Gua et L'Éguille. Le pont tournant fut détruit et remplacé en 1964 par un pont construit plus en amont et une route contournant le bourg.

### Communes limitrophes
La commune est séparée du Gua par la Seudre et de Mornac-sur-Seudre par le Liman.
Les communes limitrophes sont  Le Gua, Mornac-sur-Seudre, Saint-Sulpice-de-Royan et Saujon.
|                   | Le Gua                 |        |
| Mornac-sur-Seudre | L'Éguille              | Saujon |
|                   | Saint-Sulpice-de-Royan |        |

### Hydrographie
L'Éguille est le point de confluence entre le fleuve côtier la Seudre et le Liman.

## Urbanisme

### Typologie
Au 1er janvier 2024, L'Éguille est catégorisée bourg rural, selon la nouvelle grille communale de densité à 7 niveaux définie par l'Insee en 2022.
Elle est située hors unité urbaine. Par ailleurs la commune fait partie de l'aire d'attraction de Royan, dont elle est une commune de la couronne,. Cette aire, qui regroupe 26 communes, est catégorisée dans les aires de 50 000 à moins de 200 000 habitants,.
La commune, bordée par l'océan Atlantique, est également une commune littorale au sens de la loi du 3 janvier 1986, dite loi littoral. Des dispositions spécifiques d’urbanisme s’y appliquent dès lors afin de préserver les espaces naturels, les sites, les paysages et l’équilibre écologique du littoral, tel le principe d'inconstructibilité, en dehors des espaces urbanisés, sur la bande littorale des 100 mètres, ou plus si le plan local d’urbanisme le prévoit.

### Occupation des sols

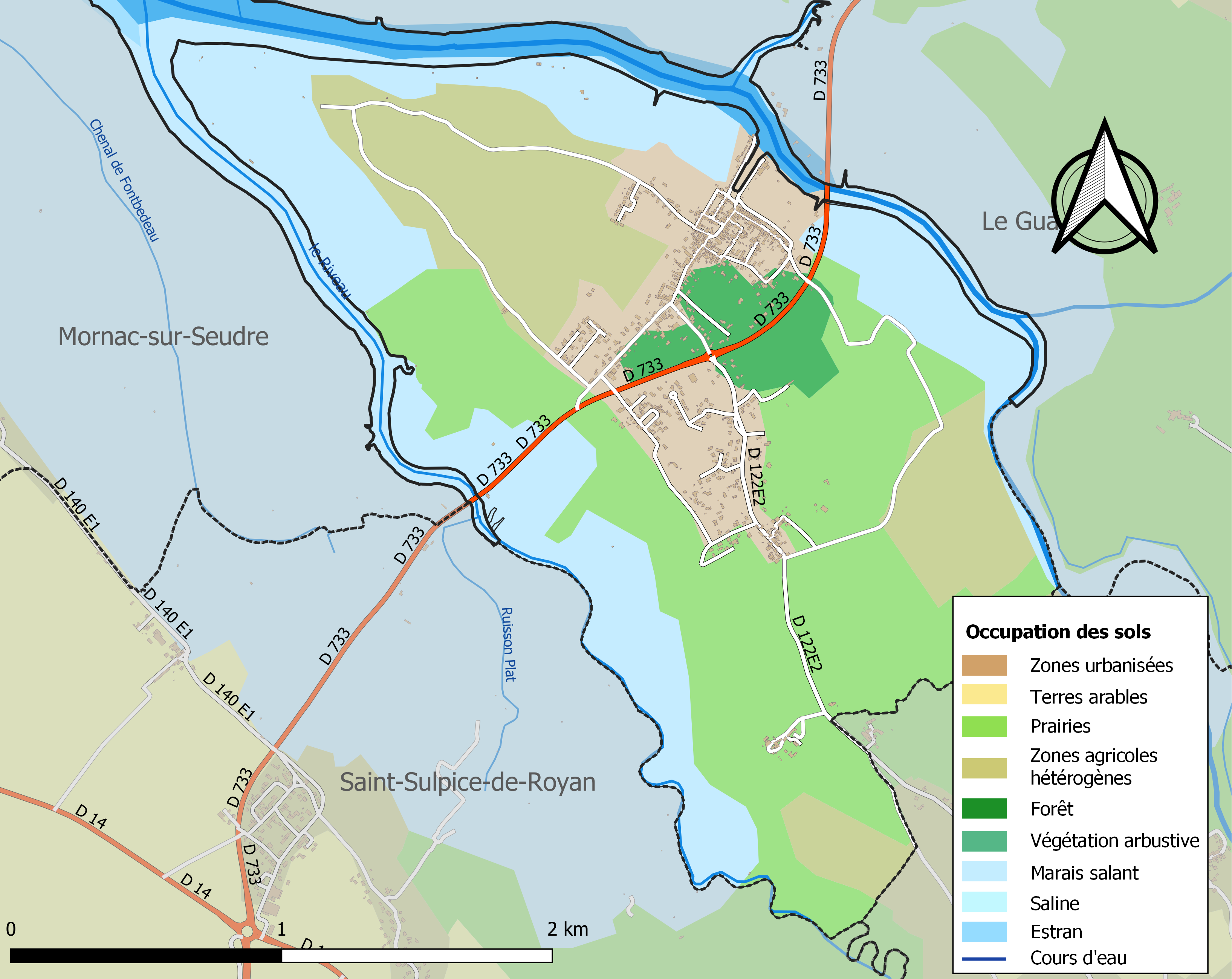
Carte des infrastructures et de l'occupation des sols de la commune en 2018 (CLC).

L'occupation des sols de la commune, telle qu'elle ressort de la base de données européenne d’occupation biophysique des sols Corine Land Cover (CLC), est marquée par l'importance des territoires agricoles (51,3 % en 2018), en diminution par rapport à 1990 (54,2 %). La répartition détaillée en 2018 est la suivante : 
prairies (32,5 %), zones humides côtières (30 %), zones agricoles hétérogènes (18,8 %), zones urbanisées (11,9 %), forêts (4,5 %), eaux continentales (2,3 %). L'évolution de l’occupation des sols de la commune et de ses infrastructures peut être observée sur les différentes représentations cartographiques du territoire : la carte de Cassini (XVIIIe siècle), la carte d'état-major (1820-1866) et les cartes ou photos aériennes de l'IGN pour la période actuelle (1950 à aujourd'hui).

### Habitat et logement
En 2018, le nombre total de logements dans la commune était de 539, alors qu'il était de 514 en 2013 et de 494 en 2008.
Parmi ces logements, 76,2 % étaient des résidences principales, 16,5 % des résidences secondaires et 7,3 % des logements vacants. Ces logements étaient pour 94,9 % d'entre eux des maisons individuelles et pour 4,9 % des appartements.
Le tableau ci-dessous présente la typologie des logements à l'L'Éguille en 2018 en comparaison avec celle de la Charente-Maritime et de la France entière. Une caractéristique marquante du parc de logements est ainsi une proportion de résidences secondaires et logements occasionnels (16,5 %) inférieure à celle du département (22,1 %) mais supérieure à celle de la France entière (9,7 %). Concernant le statut d'occupation de ces logements, 81,3 % des habitants de la commune sont propriétaires de leur logement (80,9 % en 2013), contre 65,2 % pour la Charente-Maritime et 57,5 % pour la France entière.
| Typologie                                               | L'Éguille | Charente-Maritime | France entière |
| ------------------------------------------------------- | --------- | ----------------- | -------------- |
| Résidences principales (en %)                           | 76,2      | 70,7              | 82,1           |
| Résidences secondaires et logements occasionnels (en %) | 16,5      | 22,1              | 9,7            |
| Logements vacants (en %)                                | 7,3       | 7,1               | 8,2            |

### Risques naturels et technologiques
Le territoire de la commune de l'Éguille est vulnérable à différents aléas naturels : météorologiques (tempête, orage, neige, grand froid, canicule ou sécheresse), inondations, mouvements de terrains et séisme (sismicité faible). Il est également exposé à un risque technologique, le transport de matières dangereuses. Un site publié par le BRGM permet d'évaluer simplement et rapidement les risques d'un bien localisé soit par son adresse soit par le numéro de sa parcelle.

#### Risques naturels
La commune fait partie du territoire à risques importants d'inondation (TRI) du littoral charentais-maritime, regroupant 40 communes concernées par un risque de submersion marine de la zone côtière, un des 21 TRI qui ont été arrêtés fin 2012 sur le bassin Adour-Garonne et confirmé en 2018 lors du second cycle de la Directive inondation, mais annulé en 2020. Les submersions marines les plus marquantes des XXe et XXIe siècles antérieures à 2019 sont celles liées à la tempête du 9 février 1924, à la tempête du 15 février 1957, aux tempêtes Lothar et Martin des 26 et 27 décembre 1999 et à la tempête Xynthia des 27 et 28 février 2010. D’une violence exceptionnelle, la tempête Xynthia a fortement endommagé le littoral de la Charente Maritime : douze personnes ont perdu la vie (essentiellement par noyade), des centaines de familles ont dû être relogées, et, sur un linéaire de l’ordre de 400 km de côte et de 225 km de défenses contre la mer, environ la moitié de ces ouvrages a subi des dommages plus ou moins importants. C’est environ 5 000 à 6 000 bâtiments qui ont été submergés et 40 000 ha de terres agricoles. La commune a été reconnue en état de catastrophe naturelle au titre des dommages causés par les inondations et coulées de boue survenues en 1982, 1999 et 2010,.

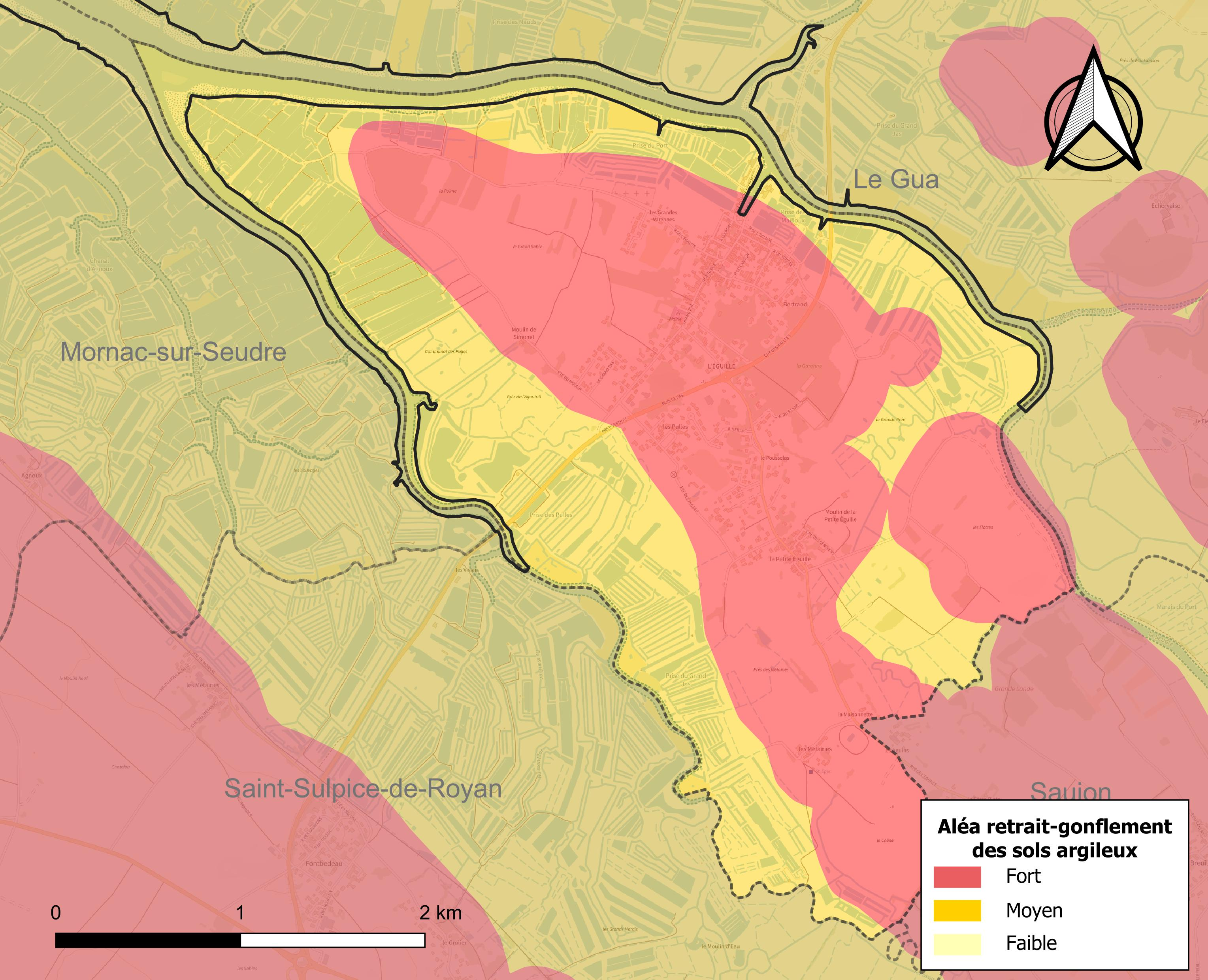
Carte des zones d'aléa retrait-gonflement des sols argileux de l'Éguille.

Les mouvements de terrains susceptibles de se produire sur la commune sont des tassements différentiels.
Le retrait-gonflement des sols argileux est susceptible d'engendrer des dommages importants aux bâtiments en cas d’alternance de périodes de sécheresse et de pluie. La totalité de la commune est en aléa moyen ou fort (54,2 % au niveau départemental et 48,5 % au niveau national). Sur les 507 bâtiments dénombrés sur la commune en 2019, 507 sont en aléa moyen ou fort, soit 100 %, à comparer aux 57 % au niveau départemental et 54 % au niveau national. Une cartographie de l'exposition du territoire national au retrait gonflement des sols argileux est disponible sur le site du BRGM,.
Par ailleurs, afin de mieux appréhender le risque d’affaissement de terrain, l'inventaire national des cavités souterraines permet de localiser celles situées sur la commune.
Concernant les mouvements de terrains, la commune a été reconnue en état de catastrophe naturelle au titre des dommages causés par la sécheresse en 2003 et par des mouvements de terrain en 1999 et 2010.

#### Risques technologiques
Le risque de transport de matières dangereuses sur la commune est lié à sa traversée par une ou des infrastructures routières ou ferroviaires importantes ou la présence d'une canalisation de transport d'hydrocarbures. Un accident se produisant sur de telles infrastructures est susceptible d’avoir des effets graves sur les biens, les personnes ou l'environnement, selon la nature du matériau transporté. Des dispositions d’urbanisme peuvent être préconisées en conséquence.

### Toponymie
Le nom de la commune viendrait du mot latin « Acus » qui signifie pointe, aiguille.

## Histoire
Des restes de fortifications datant de la civilisation de Peu-Richard ont été découverts au lieu-dit  les Flottes sur le point culminant de la commune. L'Éguille fut mentionnée pour la première fois en 1219, à cette époque, l'économie était basée sur l'exploitation du sel. Le sel de Saintonge est réputé et en particulier le Blanc de Liman qui est récolté entre Mornac-sur-Seudre et L'Éguille.
L’Éguille, Acus et Agulhe dans les textes du Moyen Âge puis l’Aiguille, doit son nom à la pointe de calcaire crétacé sur laquelle elle est construite. Au XVIIe siècle, un château avec une façade encadrée de deux tours carrées, une cour et des communs furent construits. En 1710, L'Éguille est vendue au navigateur Michel Froger (1668-1728), père de Michel Joseph Froger de l'Éguille. Au XIXe siècle, les habitants abandonnent l'exploitation du sel au profit de l'ostréiculture.

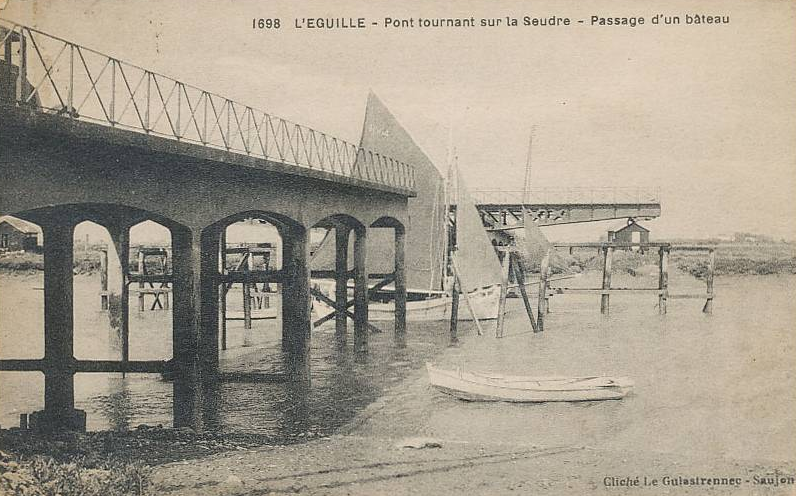
L'ancien pont tournant métallique sur la Seudre.

Avec le développement du tourisme à Royan au XXe siècle, on bâtit un pont tournant métallique sur la Seudre pour relier Rochefort à Royan. Durant la Seconde Guerre mondiale, ce pont tournant revêt une grande importance lors de l'encerclement des forces allemandes dans la poche de Royan. En effet, durant les combats, il était pour les habitants de L'Éguille l'unique passage vers la zone libérée. Sa destruction isolant les habitants des troupes de la France libre ayant atteint la rive droite de la Seudre, les maquisards du groupe Phiphi reconstruiront une passerelle afin de permettre le passage des habitants. Cette passerelle restera en service deux ans. En 1964, un nouveau pont sera construit plus en amont ainsi qu'une route contournant le bourg.

## Politique et administration

### Rattachements administratifs et électoraux

#### Rattachements administratifs
À la suite de la réforme administrative de 2014 ramenant le nombre de régions de France métropolitaine de 22 à 13, la commune appartient depuis le 1er janvier 2016 à la région Nouvelle-Aquitaine, dont la capitale est Bordeaux. De 1972 au 31 décembre 2015, elle a appartenu à la région Poitou-Charentes, dont le chef-lieu était Poitiers.
La commune se trouve depuis 1926 dans l'arrondissement de Rochefort du département de la Charente-Maritime.
Elle faisait partie de 1802 à 1973 du canton de Royan, année où celui-ci est scindé et la commune rattachée au canton de Royan-Ouest. Dans le cadre du redécoupage cantonal de 2014 en France, cette circonscription administrative territoriale a disparu, et le canton n'est plus qu'une circonscription électorale.

#### Rattachements électoraux
Pour les élections départementales, la commune fait partie depuis 2014 du canton de Saujon
Pour l'élection des députés, elle fait partie de la cinquième circonscription de la Charente-Maritime.

### Intercommunalité
L'Éguille est membre fondateur de la communauté d'agglomération Royan Atlantique, un établissement public de coopération intercommunale (EPCI) à fiscalité propre créé fin 1995 comme communauté de communes du Pays royannais et transformée en communauté d'agglomération fin 2001  et auquel la commune a transféré un certain nombre de ses compétences, dans les conditions déterminées par le code général des collectivités territoriales.

### Liste des maires
| Période                                  | Période                        | Identité           | Étiquette | Qualité                          |
| ---------------------------------------- | ------------------------------ | ------------------ | --------- | -------------------------------- |
| Les données manquantes sont à compléter. |                                |                    |           |                                  |
| mars 1971                                | juin 1995                      | William Barrau,    | DVD       |                                  |
| juin 1995                                | mars 2008                      | Jean Russo         |           |                                  |
| mars 2008                                | mai 2020                       | Roger Guillaud     | DVD       | Retraité Fonction publique       |
| mai 2020                                 | septembre 2022                 | Jonathan Malagnoux |           | Chef d'entreprise Démissionnaire |
| octobre 2022                             | En cours (au 16 décembre 2022) | Myriam Portier     |           | Cheffe d'entreprise              |

### Jumelages
Aucun jumelage 

### Canton
L'Éguille est une des neuf communes formant le canton de Saujon. Jusqu'au mois de mars 2015, elle appartenait au canton de Royan-Ouest.

### Intercommunalité
L'Éguille est une des 33 communes de la communauté d'agglomération Royan Atlantique.

## Démographie

### Évolution démographique
De par ses contraintes géographiques (marais, axe routier...), le développement démographique de la commune reste modéré comparé aux communes voisines de l'aire royannaise.
L'évolution du nombre d'habitants est connue à travers les recensements de la population effectués dans la commune depuis 1793. Pour les communes de moins de 10 000 habitants, une enquête de recensement portant sur toute la population est réalisée tous les cinq ans, les populations de référence des années intermédiaires étant quant à elles estimées par interpolation ou extrapolation. Pour la commune, le premier recensement exhaustif entrant dans le cadre du nouveau dispositif a été réalisé en 2006.

En 2022, la commune comptait 909 habitants, en évolution de +3,77 % par rapport à 2016 (Charente-Maritime : +4,04 %, France hors Mayotte : +2,11 %).
| 1793 | 1800 | 1806 | 1821 | 1831 | 1836 | 1841 | 1846 | 1851 |
| ---- | ---- | ---- | ---- | ---- | ---- | ---- | ---- | ---- |
| 408  | 485  | 446  | 585  | 685  | 717  | 771  | 805  | 824  |

| 1856 | 1861 | 1866 | 1872 | 1876 | 1881 | 1886 | 1891 | 1896 |
| ---- | ---- | ---- | ---- | ---- | ---- | ---- | ---- | ---- |
| 828  | 834  | 788  | 787  | 792  | 803  | 748  | 719  | 724  |

| 1901 | 1906 | 1911 | 1921 | 1926 | 1931 | 1936 | 1946 | 1954 |
| ---- | ---- | ---- | ---- | ---- | ---- | ---- | ---- | ---- |
| 681  | 649  | 640  | 584  | 584  | 611  | 651  | 628  | 681  |

| 1962 | 1968 | 1975 | 1982 | 1990 | 1999 | 2006 | 2011 | 2016 |
| ---- | ---- | ---- | ---- | ---- | ---- | ---- | ---- | ---- |
| 755  | 767  | 660  | 670  | 722  | 758  | 870  | 889  | 876  |

| 2021 | 2022 | - | - | - | - | - | - | - |
| ---- | ---- | - | - | - | - | - | - | - |
| 898  | 909  | - | - | - | - | - | - | - |

### Pyramide des âges
La population de la commune est relativement âgée.
En 2018, le taux de personnes d'un âge inférieur à 30 ans s'élève à 28 %, soit en dessous de la moyenne départementale (29 %). À l'inverse, le taux de personnes d'âge supérieur à 60 ans est de 32,9 % la même année, alors qu'il est de 34,9 % au niveau départemental.
En 2018, la commune comptait 423 hommes pour 455 femmes, soit un taux de 51,82 % de femmes, légèrement inférieur au taux départemental (52,15 %).
Les pyramides des âges de la commune et du département s'établissent comme suit.
| Hommes | Classe d’âge | Femmes |
| ------ | ------------ | ------ |
| 0,7    | 90 ou +      | 1,3    |
| 9,1    | 75-89 ans    | 11,2   |
| 21,8   | 60-74 ans    | 21,6   |
| 23,6   | 45-59 ans    | 23,4   |
| 15,6   | 30-44 ans    | 15,5   |
| 12,5   | 15-29 ans    | 11,8   |
| 16,7   | 0-14 ans     | 15,2   |

| Hommes | Classe d’âge | Femmes |
| ------ | ------------ | ------ |
| 1,1    | 90 ou +      | 2,6    |
| 10,1   | 75-89 ans    | 12,6   |
| 22     | 60-74 ans    | 23,2   |
| 20,1   | 45-59 ans    | 19,7   |
| 16,1   | 30-44 ans    | 15,6   |
| 15,2   | 15-29 ans    | 12,7   |
| 15,4   | 0-14 ans     | 13,6   |

### Cultes
Le culte protestant est célébré  au temple certains dimanches à 10 heures 30, en alternance avec d'autres temples du secteur paroissial (Arvert, Chaillevette, Étaules, La Tremblade, Marennes, Mornac, Nieulle sur Seudre, St Pierre d'Oléron).

## Culture locale et patrimoine

### Lieux et monuments
- L'église Saint-Martin : 
Les travaux de l'église Saint-Martin, conduits par l'architecte Pierre-Adolphe Viaud, débutent en 1845, après la démolition de l'ancienne église romane, jugée vétuste. Le nouvel édifice est de plan simple, comprenant une nef avec voûte de plâtre, terminée par une abside  semi-circulaire un peu plus étroite. Les vitraux qui éclairent l'église sont l'œuvre d'un maître-verrier auvergnat nommé Baratte. La façade est couronnée par un  fronton triangulaire, où est insérée une horloge. Le clocher, surmonté d'une flèche en ardoise, surmonte l'ensemble. Après s'être effondré au cours de la tempête de 1999, il a finalement été restauré quelques mois plus tard.

- Le temple de l'Église Protestante Unie[35] de L’Éguille a été construit en 1820. Son porche est daté de 1819, il est inscrit « Temple de Dieu fait en 1819 à l'usage du culte réformé ».
- Le rond-point représentant deux mains ouvrant une huître est dû à Jean-Luc Plé (2003)[36].

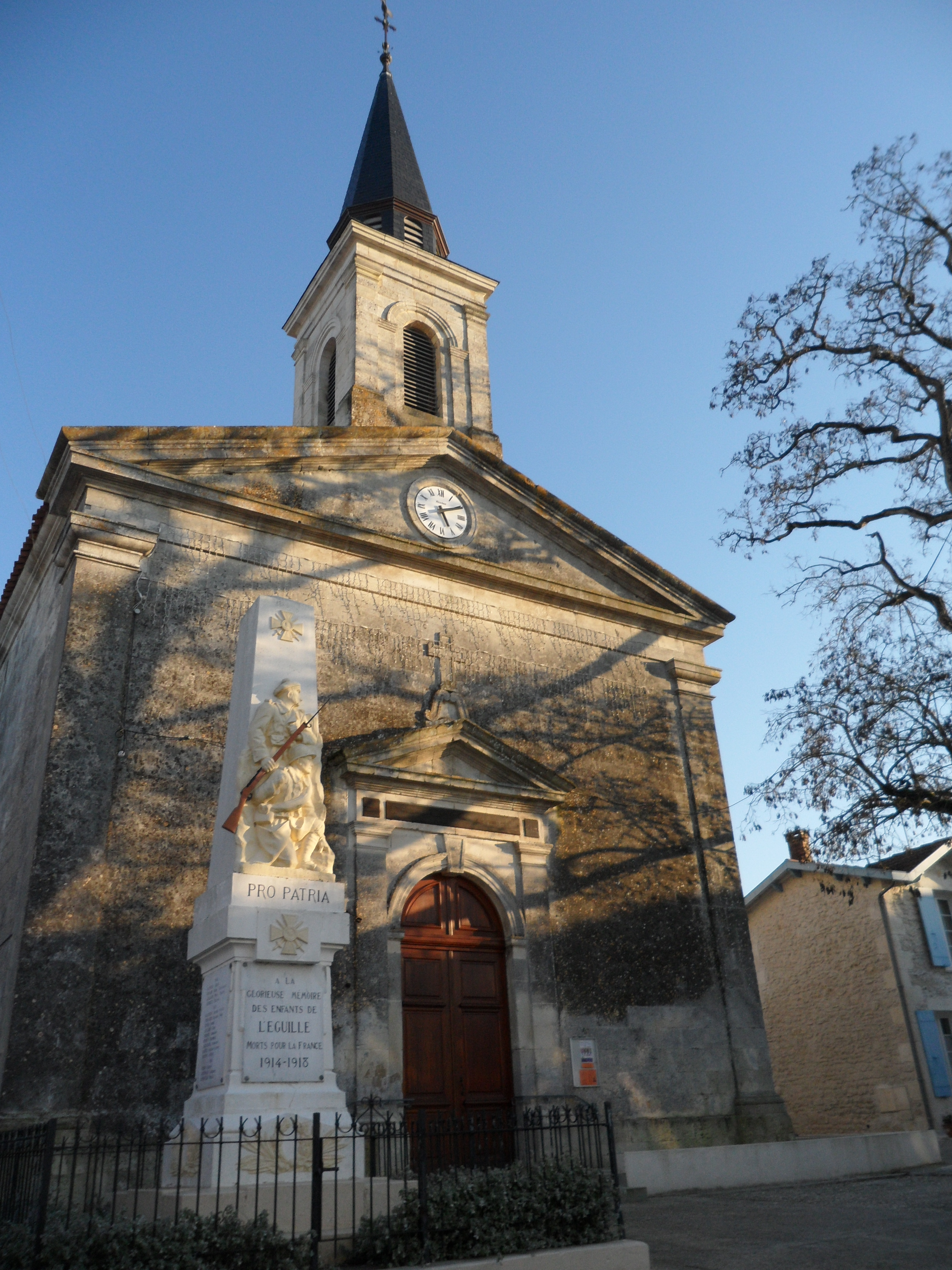
L'église Saint-Martin.
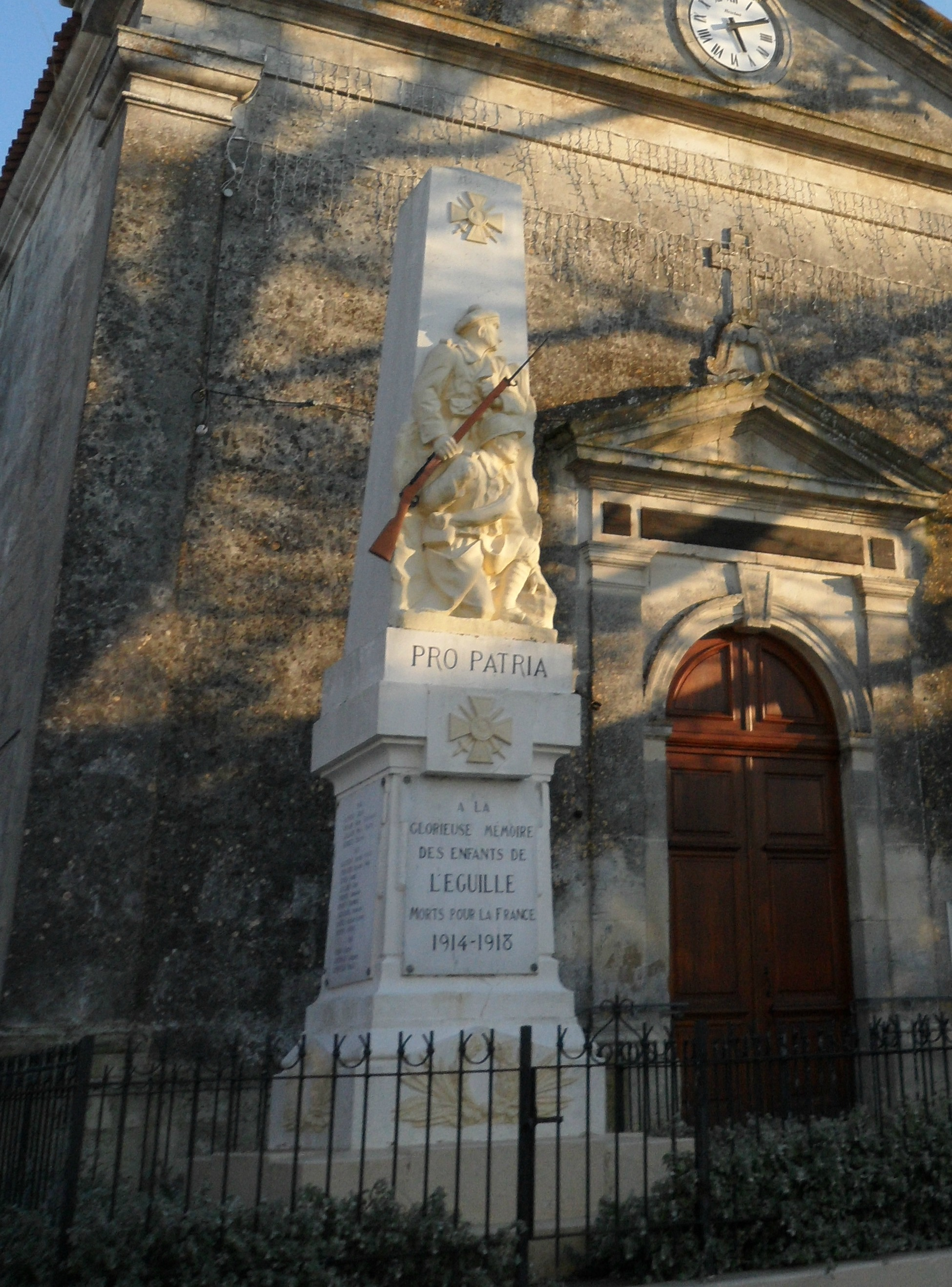
Le monument aux morts.
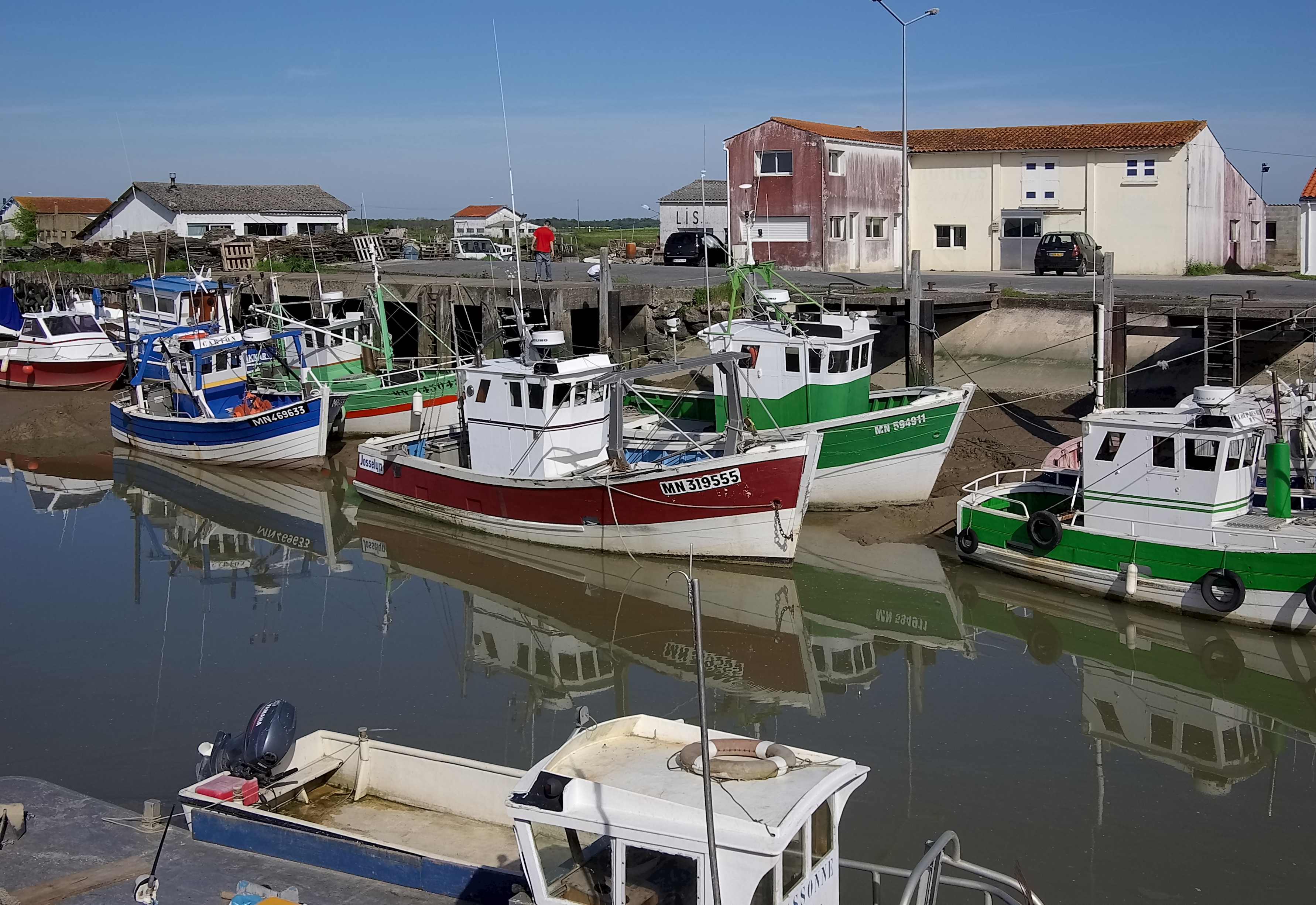
Le port ostréicole de l'Éguille.
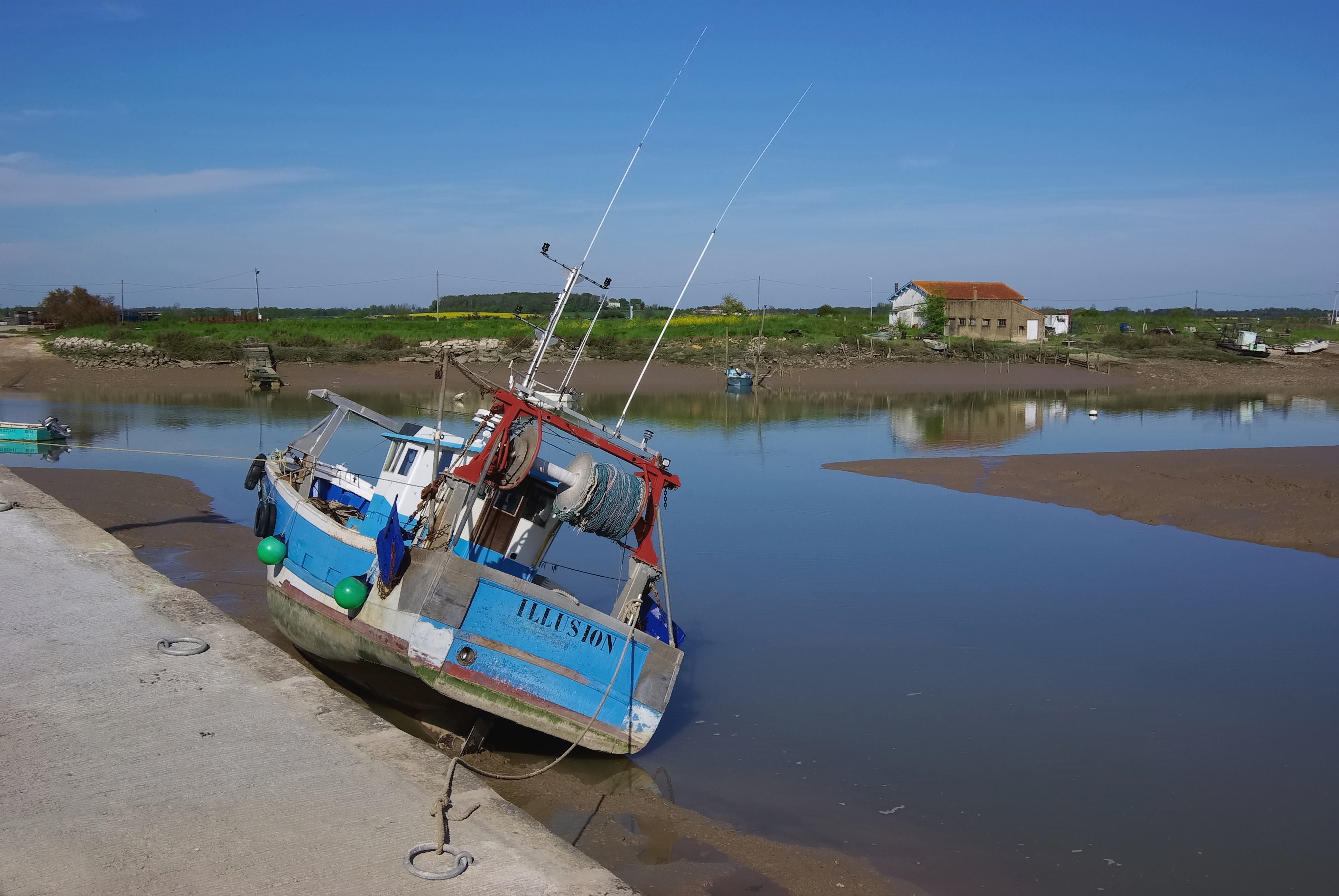
La Seudre à l'Éguille.

### Personnalités liées à la commune
- Famille Froger de l'Éguille, seigneurs de l'Éguille et officiers de marine français, parmi lesquels :
  - Michel Froger (1668-1728), seigneur de l'Éguille, officier de marine et navigateur français aux Amériques, en Afrique et en Extrême-Orient, anobli par Louis XIV ;
  - Michel-Joseph Froger de l'Éguille (1702-1772), seigneur de l'Éguille, chef d'escadre puis lieutenant général des armées navales ;
  - Michel-Henry Froger de l'Éguille (1747-1795), combattant de la guerre d'indépendance des États-Unis, capitaine de vaisseau, chevalier de Saint-Louis.
- Pierre Beuffeuil, coureur cycliste professionnel de 1956 à 1967, y est né le 30 octobre 1934.

### Héraldique
| Blason de L'Éguille | Blason  | D’argent au chevron de gueules accompagné en chef de deux merlettes affrontées de sable et en pointe de trois bisses ondoyantes de sinople posées en pal et mal ordonnées. |
| Blason de L'Éguille | Détails | Le statut officiel du blason reste à déterminer. |